# Lasionycta wyatti
Lasionycta wyatti là một loài bướm đêm trong họ Noctuidae.